# Спенсер (одежда)

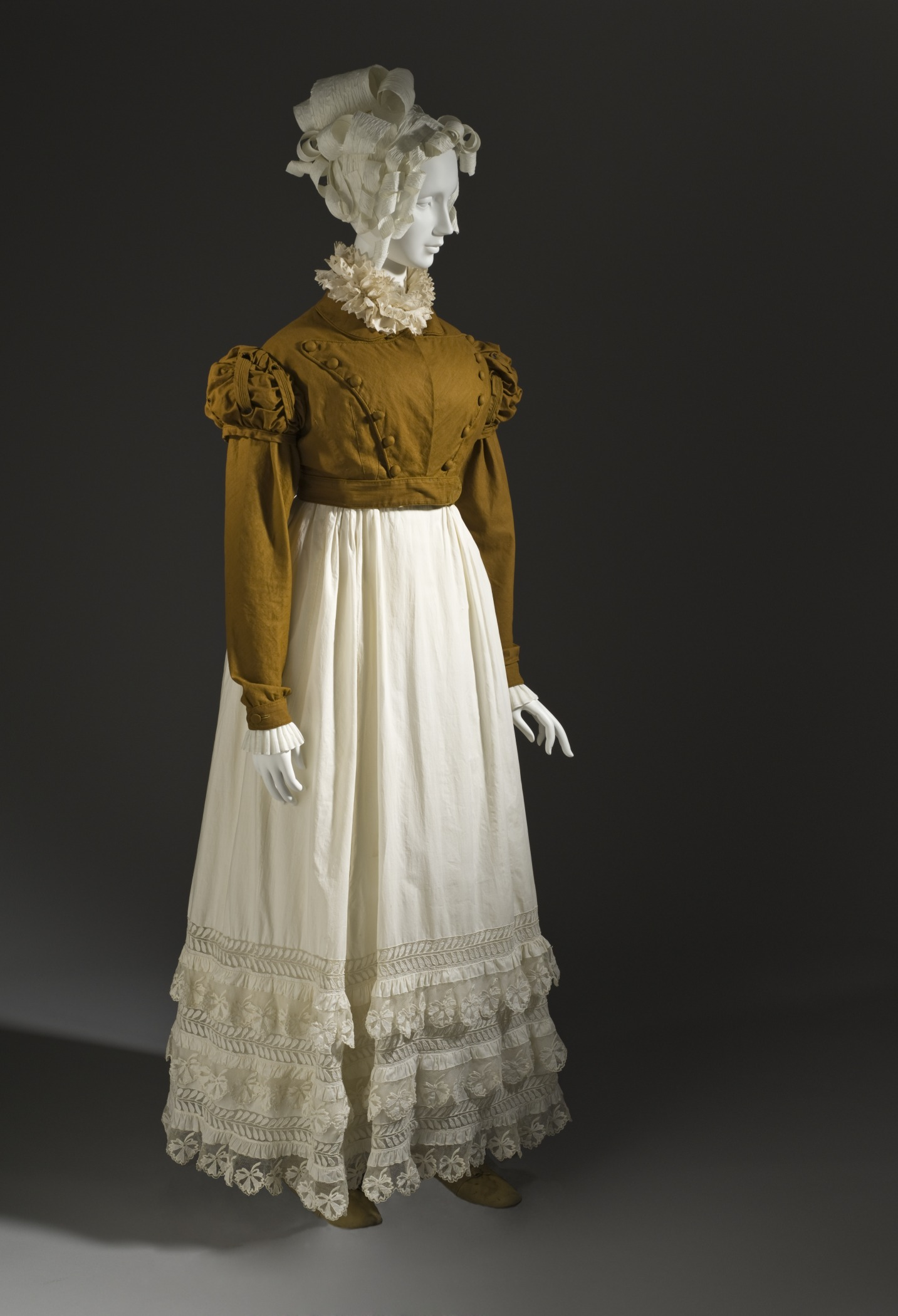
Ансамбль из спенсера и нижней юбки, Франция, ок. 1815. LACMA

Спе́нсер (шпе́нсер, англ. spencer) — короткий дамский жакет с длинными рукавами, популярный в эпоху ампирной моды, с 1790-х до 1820-х годов.
Первоначально спенсерами назывались короткие мужские двубортные куртки, названные так по имени графа Джорджа Спенсера, который носил укороченный фрак. Сообщается, что полы его фрака однажды подпалил огонь или же, что граф Спенсер заключил пари, что отрежет полы у своего фрака и сделает такой вариант модным.
Из мужской моды спенсеры перешли в женскую и были популярны по обе стороны Атлантики. Спенсеры носили в качестве повседневной верхней одежды, на прогулки по городу или на природе. Поскольку ампирные платья имели высокую талию, дамские спенсеры были очень коротки; их надевали либо с платьем, либо с нижней юбкой (англ. petticoat), как несколькими десятилетиями ранее носили длиннополый жакет-карако.
В то время как ампирные платья шились чаще всего из легких тканей белого или светлых оттенков, спенсеры, как правило, изготавливались из более плотной ткани, либо так же пастельных оттенков, либо контрастирующих ярких цветов. Спенсеры имели длинный рукав и зачастую декоративный элемент в виде «фонарика» на плече, что соответствовало модному ампирному фасону рукавов платьев.
В настоящее время мужские спенсеры более популярны, чем женские. Считаются разновидностью вечерней одежды наряду со смокингом и фраком.